# ITF Women's Circuit Pingguo 2012
L'ITF Women's Circuit Pingguo 2012 è stato un torneo di tennis facente parte della categoria ITF Women's Circuit nell'ambito dell'ITF Women's Circuit 2012. Il torneo si è giocato a Pingguo in Cina dal 9 al 15 gennaio 2012 su campi in cemento e aveva un montepremi di $25,000.

## Vincitori

### Singolare
Zhao Yijing ha battuto in finale  Erika Takao con il punteggio di 6–2, 6–4

### Doppio
Kao Shao-yuan /  Zhao Yijing hanno battuto in finale  Liang Chen /  Tian Ran con il punteggio di 3–6, 7–6(3), [10–7]